# Coolaney
Coolaney (irisch Cúil Áine) ist ein Dorf im County Sligo der Republik Irland. Bei der Volkszählung 2022 hatte sie 1155 Einwohner, was nahezu eine Verachtfachung gegenüber 2002 ist. Zu Coolaney gehört auch die südwestlich etwas außerhalb liegende Siedlung Rockfield.

## Lage

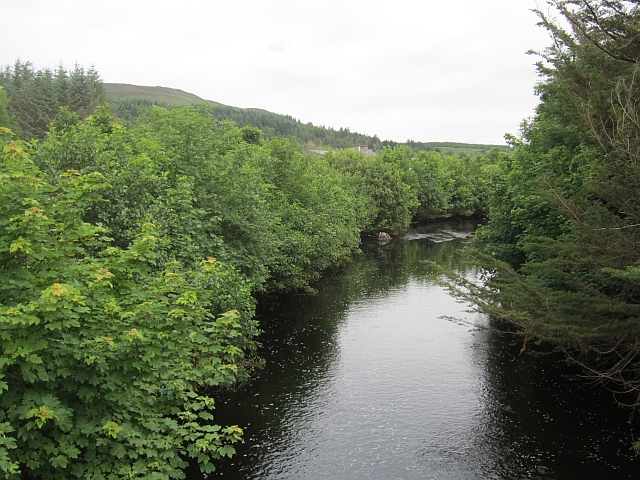
Owenbeg River

Coolaney liegt etwa fünfzehn Kilometer (Luftlinie) südwestlich von Sligo im Nordwesten der irischen Insel nahe der Atlantikküste mit dem Ballysadare Bay am Fuße der Ox Mountains und am Owenbeg River. Die ähnlich klingende Kleinstadt Collooney liegt etwa sieben Kilometer östlich von Coolaney. Der frühere Bahnhof ist längst stillgelegt. Das Empfangsgebäude (Leyny Station) steht unter Denkmalschutz.

## Allgemeines
Die Überreste einer alten Mühle befinden sich am Uferweg. Dort sind auch noch die Reste des Stauwehrs unterhalb der Mühle zu erkennen.
Einige Strecken in den Ox Mountains erfreuen sich besonderer Beliebtheit bei Mountainbikern. Zwölfmal konnte das Dorf den Regionalwettbewerb Tidy Towns of Sligo gewinnen. Auf nationaler Ebene war der Ortschaft bislang der Erfolg verwehrt. 

## Sehenswürdigkeiten
- Leyny Station
- St. Joseph’s Church (Sacred Heart and St. Joseph)
- Wedge Tombs von Cabragh und Gortakeeran
- Erdwerk von Rathosay

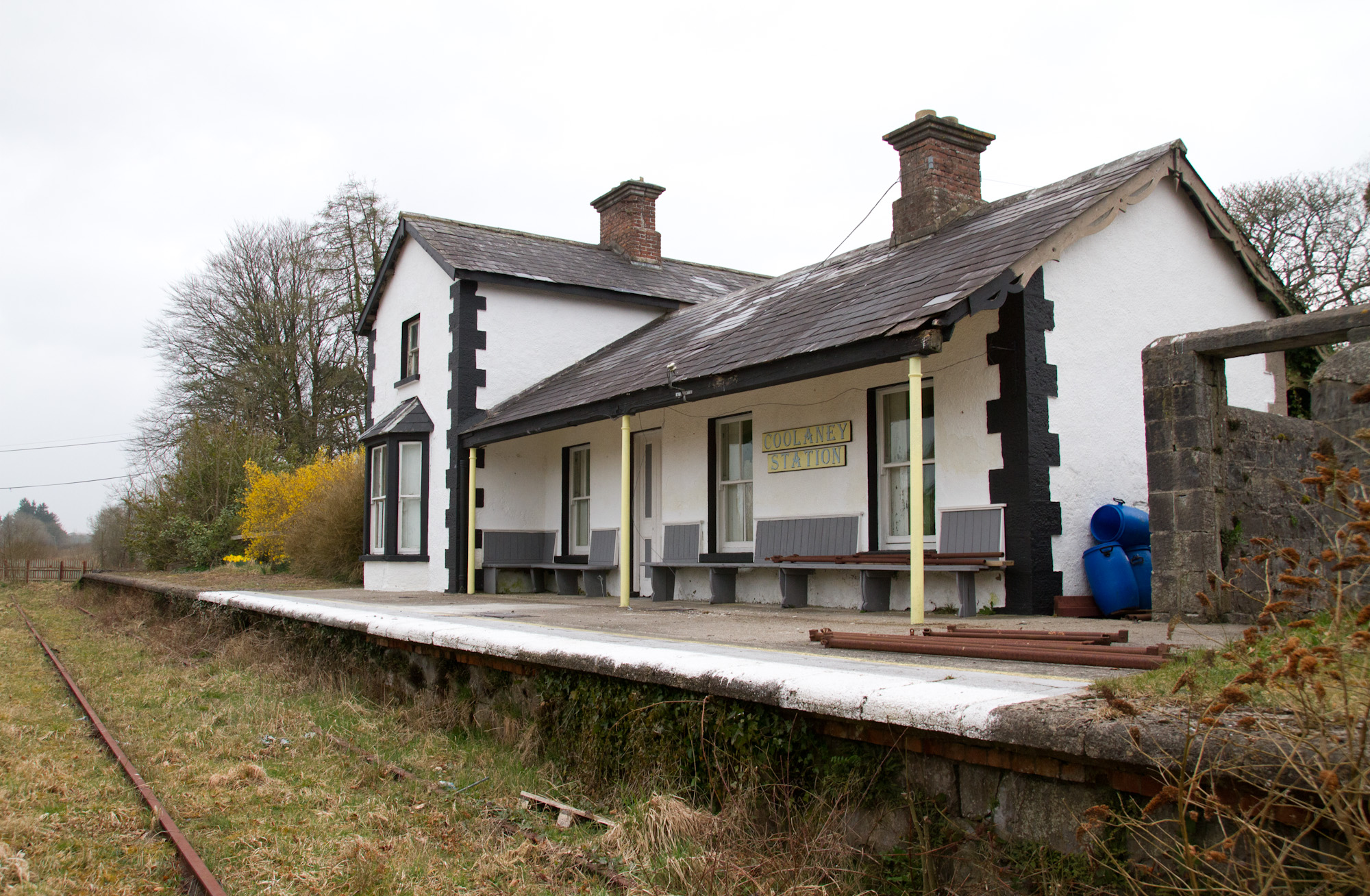
Leyny Station
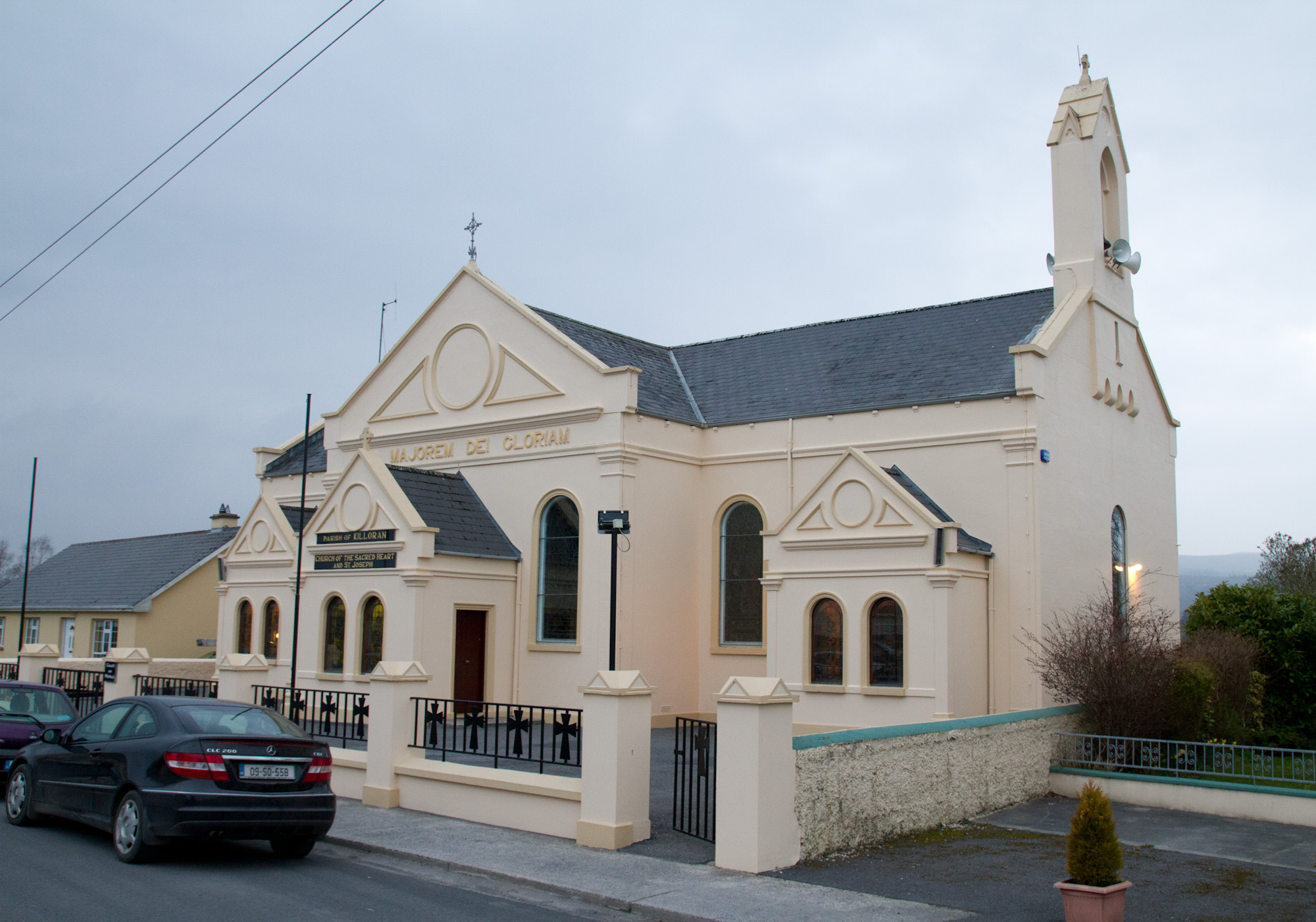
St. Joseph’s Church

## Persönlichkeiten
- James Taylor senior (1870–1953), Unternehmer